# لويس كاباييرو
لويس كاباييرو (بالإسبانية: Luis Caballero Holguín)‏ هو رسام كولومبي، ولد في 27 أغسطس 1943 في بوغوتا في كولومبيا، وتوفي بنفس المكان في 19 يونيو 1995.